# 韩光辉
韩光辉，中华人民共和国政治人物、全国脱贫攻坚先进个人。

## 生平
韩光辉任南皮县大浪淀乡肖九拨村驻村工作队第一书记，沧州市公安局留置看护支队支队长。因在脱贫攻坚战中作出突出贡献，2021年2月25日全国脱贫攻坚总结表彰大会上，韩光辉被授予“全国脱贫攻坚先进个人”。